# Galileo Galilei

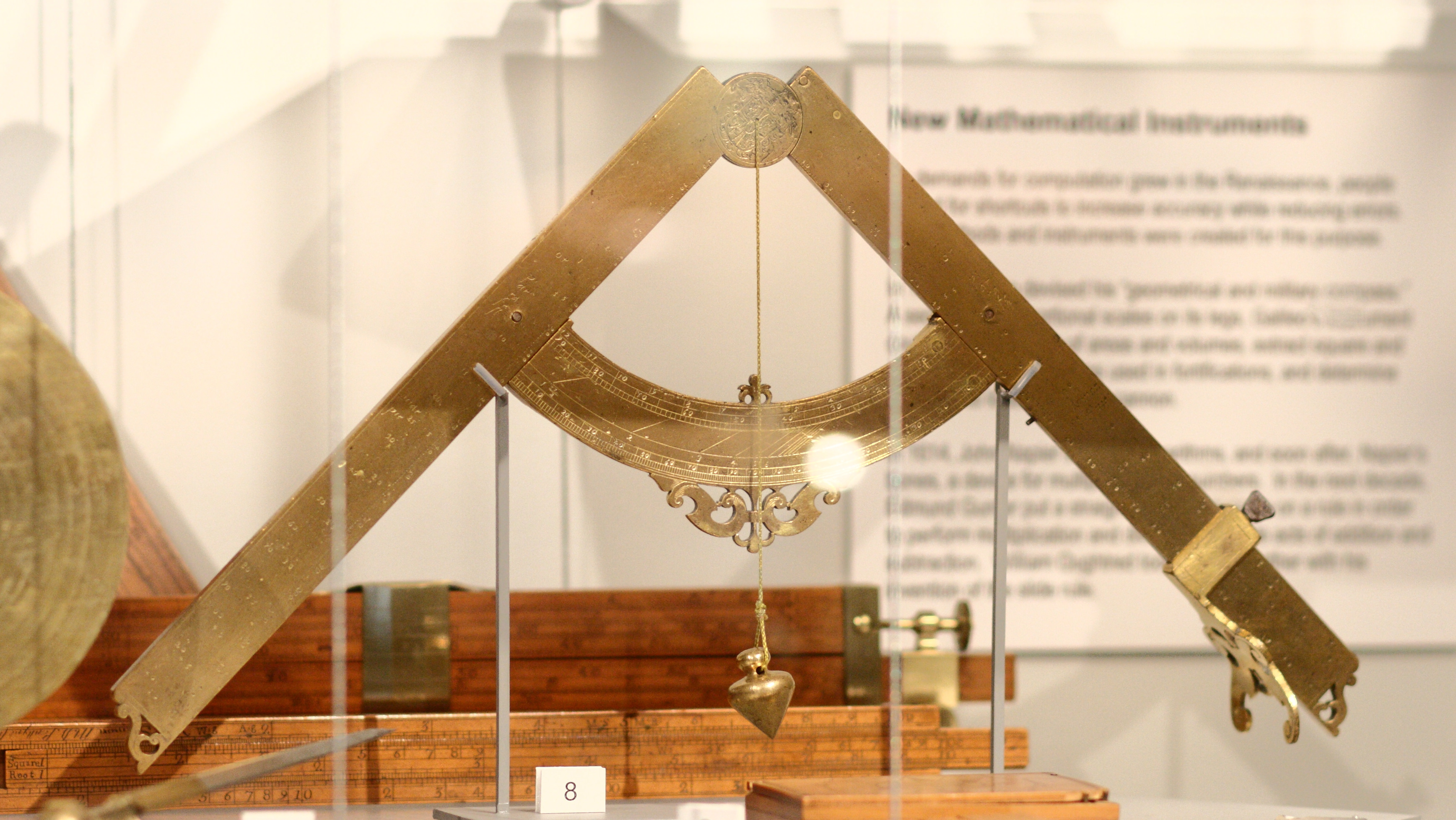
Galileis militära passare

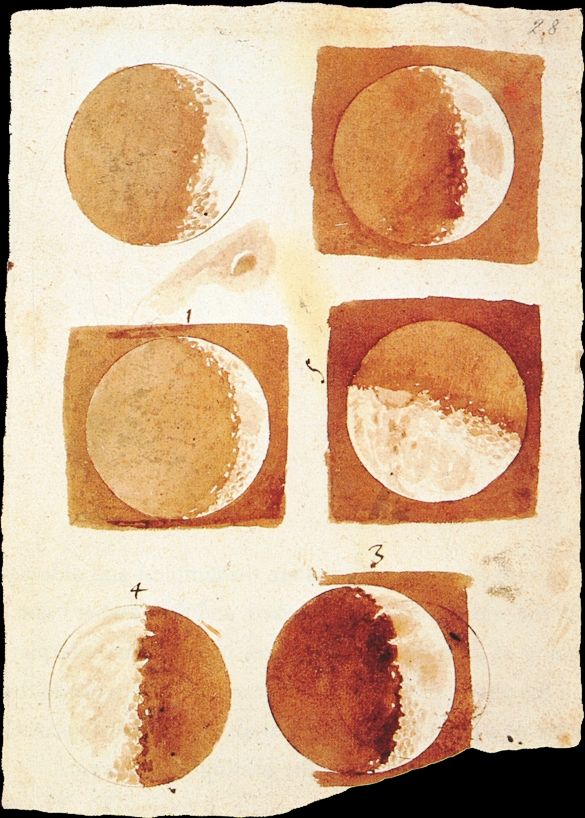
Månens faser, berg och kratrar.
(ur Sidereus Nuncius)

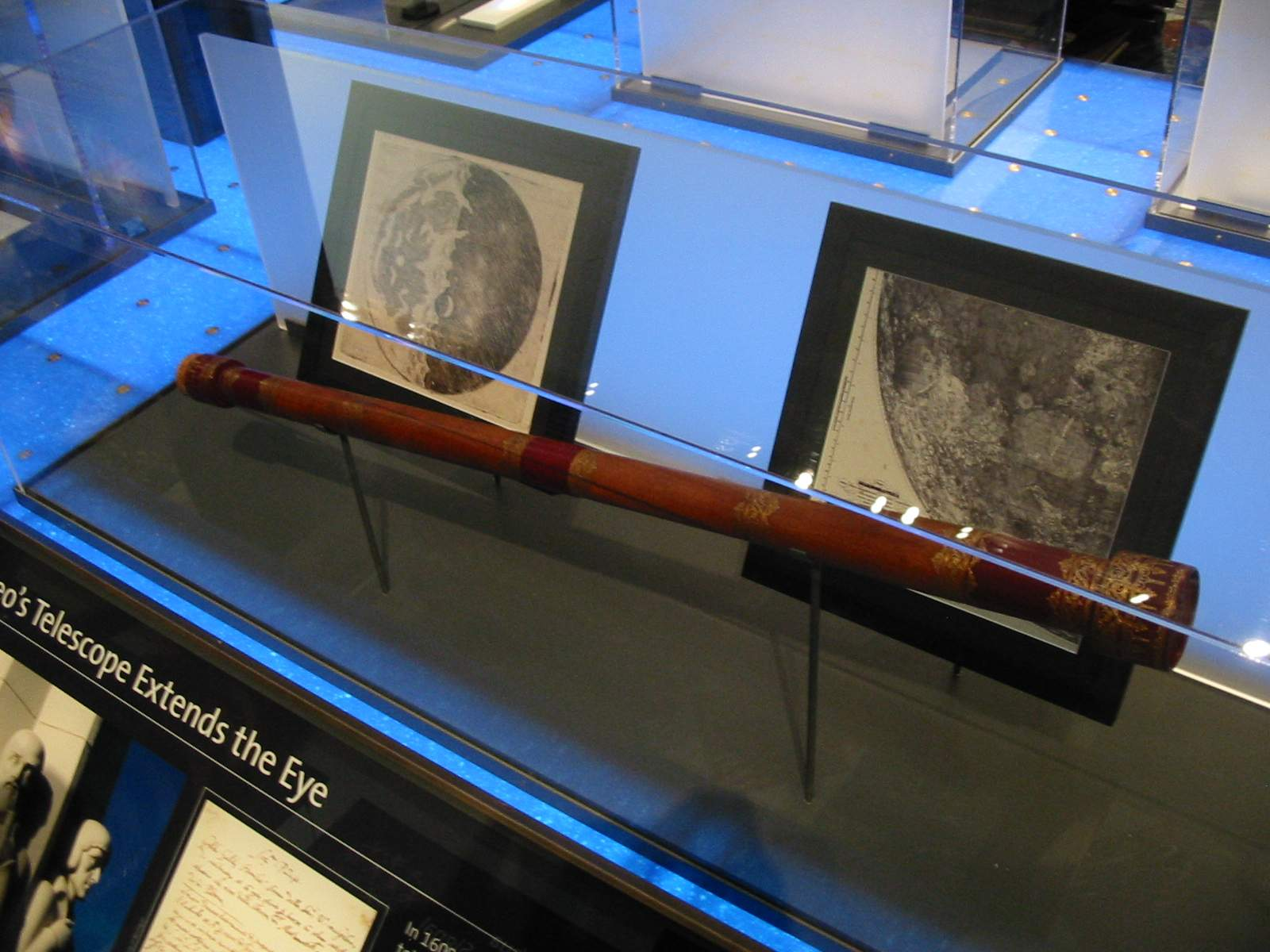
En replik av det äldsta bevarade teleskopet som Galilei använde. Utställt på Griffith Observatory.

Galileo Galilei (italienska: [ɡaliˈlɛːo ɡaliˈlɛi]), född 15 februari 1564 i Pisa i hertigdömet Florens, död 8 januari 1642 i Arcetri nära Florens i Storhertigdömet Toscana, var en italiensk astronom, fysiker och ingenjör. Galilei har kallats för universalgeni, "fadern till observationsastronomin", "fadern till den moderna fysiken", "fadern till den vetenskapliga metoden" och "fadern till den moderna vetenskapen" och spelade en viktig roll i den naturvetenskapliga revolutionen.
Galilei studerade fart och hastighet, gravitation och fritt fall, relativitetsprincipen, tröghet, kaströrelser samt arbetade inom tillämpad vetenskap och teknik, beskrev egenskaperna hos pendlar och "hydrostatiska balanser", uppfann termoskopet och olika militära passare samt använde teleskopet för vetenskapliga observationer av himlakroppar. Hans bidrag till observationsastronomin inkluderar bekräftelsen av Venus olika faser, observationen av de fyra största månarna kring Jupiter, observationen av Saturnus ringar samt upptäckten av solfläckar.
Galileis världsbild var mycket kontroversiell under hans livstid, då de flesta trodde på en geocentrisk modell vid denna tidpunkt. Han mötte motstånd från andra astronomer, som tvivlade på heliocentrismen på grund av avsaknaden av en observerad stjärnparallax. Saken undersöktes av den Romerska inkvisitionen år 1615, som drog slutsatsen att heliocentrismen var "dum och absurd i filosofin eftersom den uttryckligen motsäger betydelsen av den heliga skriften". Galilei försvarade senare sina åsikter i Dialog om de två världssystemen (1632), som tycktes attackera påven Urban VIII och därmed alienerade honom och Jesuitorden, som båda hade stött Galilei fram till denna punkt.

## Biografi
Galileis far Vincenzo Galilei, som var musiker, hade planer på att sonen skulle följa i hans fotspår. Under uppväxten försämrades dock familjens ekonomi, och föräldrarna bestämde sig för att han istället skulle satsa på den medicinska banan vilken var mer inkomstbringande. Det visade sig däremot under hans uppväxt att han inte intresserade sig speciellt mycket för medicin. I stället var han mycket intresserad av mekanik och matematik.
Hans stora intresse för naturvetenskap kan ha varit anledningen till att han vid ung ålder experimenterade med sin fars musikinstrument för att få olika ljud i dessa. Det fanns dessutom framstående matematiker tidigare i släkten.
Efter studier i födelsestaden åren 1581–1585 verkade Galilei för en tid som privatlärare i Florens, där han även skrev texter om astronomi och mekanik. Under åren 1589–1592 var han lärare vid universitetet i Pisa, och vid denna tid blev han bekant med Copernicus idé om hur planetsystemet är uppbyggt. 1592 blev han professor i ämnet matematik i Padua.
Från och med år 1610 arbetade han åt storhertigen av Toscana.

### Vetenskapssyn
Galilei lade grunden till den experimentella vetenskapen och får ibland epitetet naturvetenskapens fader. Han var övertygad om att naturens lagar inte var så komplicerade som den katolska kyrkan och dåtidens naturvetare påstod. Han var övertygad om att man kunde bevisa hypoteser om naturen genom noggranna observationer och genom att göra experiment. Dessutom hävdade han att två sanningar inte kunde motsäga varandra. Tidens vanliga uppfattning att allt som stod i Bibeln var absolut sant skapade motsättningar, då Galilei var övertygad om att Bibeln hade fel i vissa utsagor om naturen och att dessa felaktiga utsagor istället måste tolkas symboliskt. Detta var en ståndpunkt som den katolska kyrkan inte tyckte om. En hel del av Galileis senare upptäckter kom att strida mot Romersk-katolska kyrkans lära.

### Mekanik
Ett exempel, inte bara på Galileis sätt att se på vetenskap, utan också på hans sätt att tänka, var när han under sina studentår en gång satt i Pisas katedral under en mässa. Han lade då märke till att ett rökelsekar svängde fram och tillbaka och att tiden mellan svängningarna var densamma såväl vid stora svängningar som små. Därefter gick han hem och experimenterade med olika pendlar, och kunde snart formulera en regel om pendlars rörelse.
Under tiden i Pisa undersökte Galilei också hur fort olika föremål faller. En tes om att han hade stått högst upp på lutande tornet i Pisa vid sina fallexperiment har inte kunnat bevisas, men han experimenterade i alla fall med olika fallande föremål. Förutom fritt fall experimenterade han med kulor som rullade i en sluttande ränna. Kulorna föll då olika fort för rännornas olika lutningar. Men oberoende av massan och hastigheten och rännans lutning visade sig alla fallsträckor vara proportionella med tiden i kvadrat; det vill säga efter 1, 2 eller 3 tidsenheter hade kulan flyttat sig 1, 4 eller 9 längdenheter. Från sina mätresultat kunde han också dra slutsatsen att den fallande kroppens massa inte hade någon betydelse för fallhastigheten. I vakuum, det vill säga när luftmotståndet är lika med noll, skulle alla föremål falla lika snabbt. En fjäder skulle då falla lika snabbt som en kanonkula.

### Astronomi
År 1609 kom nyheten att optikern och linstillverkaren Hans Lippershey i Nederländerna hade uppfunnit ett ”spionglas” varmed man kunde på avstånd avslöja fientliga arméers förehavanden. Möjligheten att förstora något som var på ett långt avstånd väckte Galileis intresse, och efter en natts uppesittande hade han kommit underfund hur han kunde bygga en kikare. Hans konstruktion fungerade, en kikare med 3 gångers förstoring, som han började använda i augusti 1609. Efter en tids arbete hade kikaren 33 gångers förstoring, och den 7 januari 1610 riktade Galilei den förbättrade versionen mot himlen, där han på kort tid gjorde en rad epokgörande upptäckter.
Galilei såg att det fanns ett oräkneligt antal stjärnor, och att det töckniga vintergatsbandet på himlen också bestod av enskilda stjärnor. Han såg även planeten Venus olika faser, solfläckar, bergen och kratrarna på månen, utbuktningar på varje sida om planeten Saturnus, idag kända som Saturnus ringar, och fyra månar som kretsade runt Jupiter som han döpte till de Mediceiska stjärnorna för att hedra den toskanska härskardynastin Medicéerna (idag benämnda de Galileiska månarna). Resultaten publicerade han efter bara ett par månader, i mars 1610, i boken Sidereus Nuncius (Stjärnornas budbärare).
År 1590 fick Galilei kännedom om Nicolaus Copernicus bok De revolutionibus orbium coelestium. Hans egna observationer gjorde honom alltmer övertygad om att det var Copernicus heliocentriska världsbild som var den korrekta.

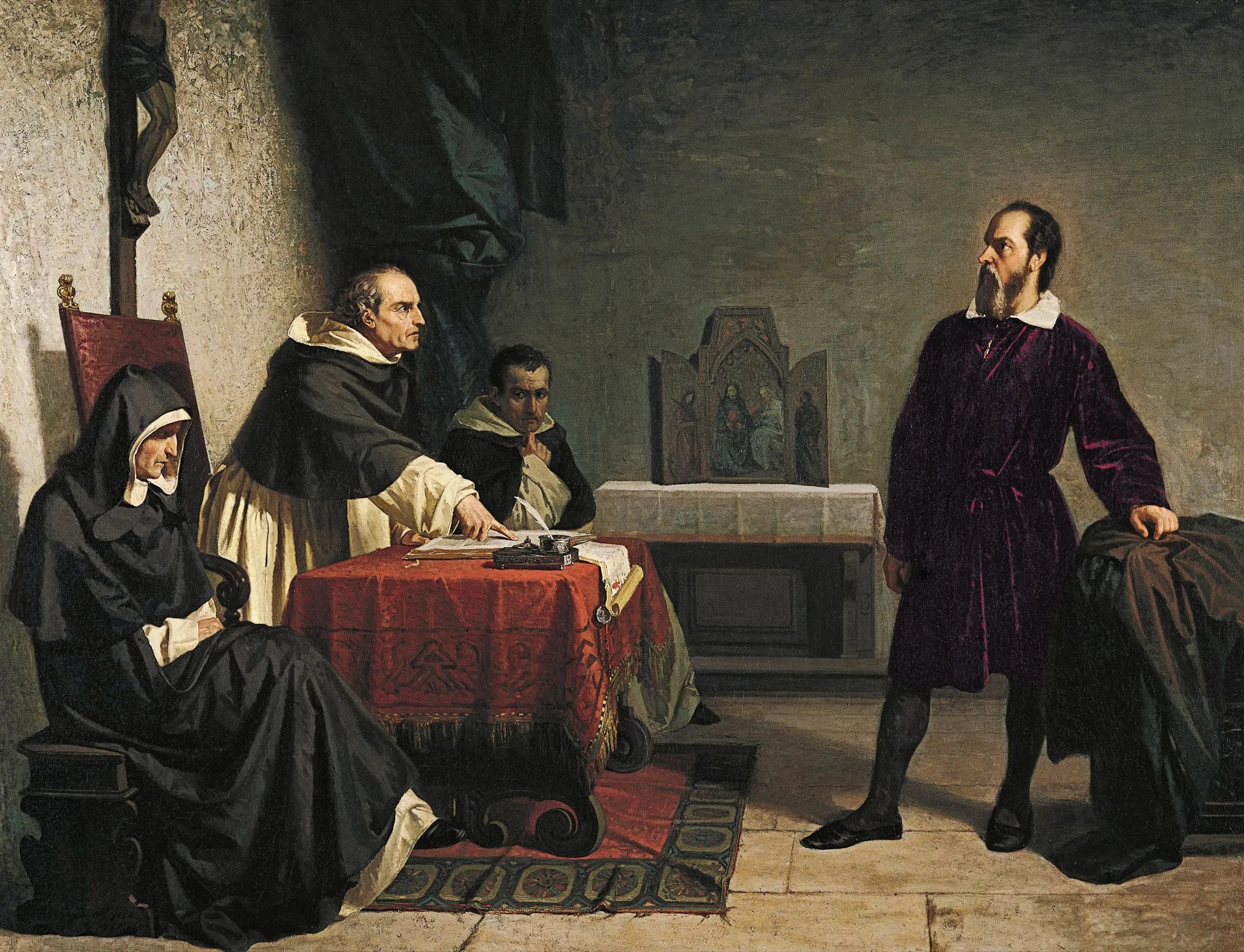
Galilei inför inkvisitionsdomstolen 1633.

Boken med titeln Dialog om de två världssystemen, som Galilei gav ut 1632, skapade kaos. År 1633 ställdes han inför inkvisitionens domstol, där han blev tvungen att avsvärja sig allt rörande den så kallade ”felaktiga läran”. Den katolska kyrkan lärde att det var jorden, som var världsalltets centrum (den geocentriska världsbilden enligt Ptolemaios och Aristoteles). Det sägs att han efter domen mumlat ”och ändå rör hon sig” (italienska E pur si muove!), men för detta finns få belägg. Tack vare den dåvarande påvens Urban VIII beskydd, och kanske även på grund av Galileis ålder och sjuklighet, blev det ett milt straff för Galilei. Han fick husarrest under resten av sitt liv. Men Galilei fortsatte sitt vetenskapliga arbete och gav år 1638 ut boken Samtal och matematiska demonstrationer om två nya vetenskaper, där han skrev ner sina fysikaliska teorier. Det var dessa som Isaac Newton senare skulle ha stor framgång med. I den boken föreslår Galilei också en metod att mäta ljusets hastighet.
År 1992 beklagade katolska kyrkan inkvisitionens dom genom ett uttalande av påven Johannes Paulus II, och år 2000 upphävde man domen.

### Sista år och död
Mot slutet av sitt liv var Galilei helt blind. Han ligger begravd i Basilica di Santa Croce i Florens.
Vetenskapshistorikern Giovanni Targioni Tozzetti (1712–1783), sade att han den 12 mars 1737 skar bort bitar från Galileis lik och ”erkände att han hade tyckt det var svårt att motstå möjligheten att avlägsna kraniet från ett sådant extraordinärt geni”. De bortskurna kroppsdelarna innehades av olika samlare fram tills de försvann 1905. Ett finger har sedan tidigare permanent kunnat ses på Istituto e Museo di Storia della Scienza i Florens och den femte ryggkotan har funnits på Universitetet i Padua. En tand, en tumme och ett finger återfanns 2009 av en samlare.